# Aeropuerto de Agartala
El Aeropuerto de Agartala (IATA: IXA, OACI: VEAT) se encuentra a 12 km al sureste de la ciudad de Agartala, la capital del estado de Tripura en India. Está gestionado por la Dirección de Aeropuertos de India (AAI).
El aeropuerto permite conectar Agartala con Calcuta y Guwahati. Algunos vuelos de las rutas Agartala-Calcuta y Agartala-Guwahati son operados todos los días.

## Aerolíneas y destinos
| Aerolíneas | Destinos                                                              |
| ---------- | --------------------------------------------------------------------- |
| Air India  | Calcuta                                                               |
| Akasa Air  | Guwahati                                                              |
| FlyBig     | Dibrugarh                                                             |
| IndiGo     | Aizawl, Bangalore, Calcuta, Chennai, Delhi, Guwahati, Imfal, Shillong |

## Estadísticas
Ver fuente y consulta Wikidata.